# Priorato di San Pietro di Castelletto
Il Priorato di San Pietro di Castelletto è un complesso monastico fondato dai monaci cluniacensi nell'XI secolo; esso sorge in località Garella nel comune di Castelletto Cervo, in provincia di Biella.

## Storia
La Chiesa era già presente probabilmente in epoca longobarda e comunque fra il VIII ed il IX secolo, quando si formò il nucleo monastico che divenne un priorato già benedettino fra il IX ed il X secolo.
Nel 968-978 i monaci di Castelletto aderirono al movimento cluniacense. Il priorato fu fondato negli anni tra il 1087 e il 1092 come "monastero privato" della famiglia dei conti di Pombia, a seguito della donazione fatta il 6 marzo 1083 dal conte Guido all'abbazia di Cluny di numerosi beni (terre arabili, pascoli, selve, ecc.), tra i quali alcuni mansi situati "in fundo Castellito", dove sarebbero stati costruiti gli edifici del complesso monastico.
La famiglia dei conti di Pombia manteneva tuttavia sotto stretto controllo il nuovo ente ecclesiastico, riservando ai suoi membri il diritto di advocazia sul priorato, ovvero il diritto di intervento nella nomina del priore e di controllo finanziario sui beni del monastero.

### I beni del priorato
Il priorato di San Pietro raggiunse l'apice della propria potenza e della propria floridezza economica negli ultimi decenni del XII secolo. Nella tabella in basso sono elencati tutti i possedimenti dell'ente ecclesiastico documentati all'atto della sua fondazione nel 1083 e circa un secolo dopo il 7 settembre 1184, così come sono riportati nella bolla di conferma di papa Lucio III.
| Luogo                                              | Tipo     | Descrizione | 1083 | 1184 |
| -------------------------------------------------- | -------- | --- | ---- | ---- |
| Albereto di Carpeneto                              | Luogo    | locum Albaretum de Carpaneto                                                                                                 |      | x    |
| Alpe Lavazzosa (Roccapietra) o Alpe Lavazej (Rima) | Alpeggio | alpe Lavozoso | x    |      |
| Alpe Mud (Alagna Valsesia)                         | Alpeggio | totam alpem Muti |      | x    |
| Alpe Otro                                          | Alpeggio | totam alpem Oltri | x    | x    |
| Alpeggio non identificato                          | Alpeggio | totam [alpem] Tanutrobarte cum suis pertinentiis                                                                             |      | x    |
| Buronzo, S. Giovanni e S. Abbondio                 | Chiese   | item quicquid iuris habetis in ecclesiis Sancti Johannis et Sancti Abundii de Buroncio                                       |      | x    |
| Buronzo                                            | Mansi    | mansos Buroncii |      | x    |
| Carpeneto                                          | Chiesa   | ecclesiam Sancti Jacobi de Carpenetto                                                                                        |      | x    |
| Carpignano, S. Pietro                              | Chiesa   | ecclesiam Sancti Petri de Castelletto Calpiniani cum pertinentiis suis                                                       |      | x    |
| Carpignano                                         | Chiesa   | Calpinianam ecclesiam que Beati Petri iuris extitit                                                                          |      | x    |
| Carpignano                                         | Chiesa   | ecclesiam eiusdem oppidi |      | x    |
| Carpignano                                         | Mansi    | mansos Calpiniani |      | x    |
| Carpignano, Santa Maria di Lebbia                  | Chiesa   | ecclesiam Sancte Marie de Olgieto                                                                                            |      | x    |
| Carpignano, S. Agata                               | Chiesa   | ecclesiam Sancte Agathe de Messa cum earum pertinentiis                                                                      |      | x    |
| Casanova Elvo                                      | Mansi    | mansos de Casanova (4 mansi nel 1083)                                                                                        | x    | x    |
| Castelletto Cervo, San Quirico                     | Chiesa   | ecclesiam Sancti Quirici de Castelletto cum tota decima eiusdem loci                                                         |      | x    |
| Castelletto Cervo, S. Maria                        | Chiesa   | ecclesiam Sancte Marie de Castelletto cum omnibus earum pertinentiis                                                         |      | x    |
| Castelletto Cervo, S. Pietro (sede del priorato)   | Luogo    | locum ipsum in quo prefatum monasterium [Sancti Petri de Castelletto] situm est cum omnibus pertinentiis suis                |      | x    |
| Castelletto Cervo                                  | Mansi    | mansi 4 | x    |      |
| Castello di Quinto Vercellese (?)                  | Chiesa   | capellam Casteggi Quirici |      | x    |
| Cavaglietto (?)                                    | Chiesa   | ecclesiam de castro Casavirii                                                                                                |      | x    |
| Cavaglietto (?), S. Salvatore                      | Chiesa   | ecclesiam Sancti Salvatoris eiusdem loci                                                                                     |      | x    |
| Cella Monte, Narzo, S. Maria e S. Paolo            | Chiesa   | ecclesiam Sancte Marie et Sancti Paulli de Marcio                                                                            |      | x    |
| Doccio, frazione di Quarona                        | Manso    | dimidium mansum in Ductio |      | x    |
| Doccio                                             | Selva    | silva Duze | x    |      |
| Fenniniano (?), S. Maria                           | Chiesa   | ecclesiam Sancte Marie de Stimegnana                                                                                         |      | x    |
| Foresto, frazione di Borgosesia                    | Manso    | unum mansum in Foresto | x    | x    |
| Ghislarengo                                        | Mansi    | mansos Ghislarengi et decimam quam ibi habetis                                                                               |      | x    |
| Greggio, S. Stefano                                | Chiesa   | ecclesiam Sancti Stephani de loco Gregii                                                                                     |      | x    |
| Greggio                                            | Mansi    | braydam et mansos Gregii |      | x    |
| Invorio                                            | Chiesa   | capellam ipsius castri |      | x    |
| Invorio, S. Pietro di Cevola (?)                   | Chiesa   | ecclesiam Sancti Petri in monte Ivorio                                                                                       |      | x    |
| Lagaredo (?)                                       | Selva    | totam decimam silve Lagnardi                                                                                                 | x    | x    |
| Locarno, S. Dionigi                                | Chiesa   | ecclesiam Sancti Dionisii de Locarno et ipsam villam in integrum cum suis pertinentiis                                       | x    | x    |
| Locarno                                            | Manso    | manso 1 | x    |      |
| Ornavasso                                          | Chiesa   | ecclesiam de Ornavascho |      | x    |
| Parone, frazione di Varallo                        | Monte    | monte uno qui dicitur Paruno                                                                                                 | x    |      |
| Parone, S. Pietro                                  | Chiesa   | ecclesiam Sancti Petri de Parono cum tota decima et aliis earum pertinentiis                                                 |      | x    |
| Quinto Vercellese                                  | Mansi    | mansos Quinti |      | x    |
| Gattinara, località Rado, S. Sebastiano            | Chiesa   | ecclesiam Sancti Sebastiani de Prado                                                                                         |      | x    |
| Roccapietra                                        | Mansi    | duos mansos in Rocca cum hominibus unius mansi                                                                               | x    | x    |
| Roppolo, Salomone, S. Martino                      | Chiesa   | ecclesiam Sancti Martini de Salamone                                                                                         |      | x    |
| Selva non identificata (Solivo?)                   | Selva    | silva Facia Soliva | x    |      |
| Selva non identificata                             | Selva    | silva Biscognago | x    |      |
| Sillavengo                                         | Mansi    | mansos Sillavengii |      | x    |
| Valdengo, S. Andrea                                | Chiesa   | ecclesiam Santi Andree de Valdengo                                                                                           |      | x    |
| Valsesia                                           | Mansi    | mansi 3 in Valsesia | x    |      |
| Varallo                                            | Manso    | unum mansum in Varallo | x    | x    |
| Varallo                                            | Mulino   | molandino uno cum alveis et riva et cum omni utilitatem ad eum pertinentibus, quod est constructo in loco ubi dicitur Varale | x    |      |
| Vespolate, località scomparsa                      | Luogo    | omnibus rebus iuris mei que sunt posite in locis et fundi Stode Garda, tam infra nova quam in vetere                         | x    |      |

## Struttura architettonica del complesso monastico

Facciata del Priorato

### Elenco dei priori
| Anno | Nome           | Note                                                          |
| ---- | -------------- | ------------------------------------------------------------- |
| 1096 | Garnerio       | in precedenza priore dell'Abbazia di San Giovanni a Vertemate |
| 1127 | Stefano        |                                                               |
| 1133 | Pietro         |                                                               |
| 1141 | Giovanni       |                                                               |
| 1192 | Guglielmo      |                                                               |
| 1308 | Filippo        |                                                               |
| 1331 | Guido          |                                                               |
| 1338 | Gualtieri      |                                                               |
| 1341 | Guido          |                                                               |
| 1462 | Jean de Compey |                                                               |